# Film sottile
Si definisce film sottile uno strato di materiali spesso da frazioni di nanometri (monostrati) a vari micrometri di spessore. 
Tra le applicazioni principali vi sono i dispositivi elettronici e la ricopertura di sistemi ottici; lo studio e l'uso dei film sottili è molto importante in molti rami della scienza. Un'applicazione attualmente molto diffusa è anche la deposizione di film ferromagnetici per la realizzazione di dischi rigidi usati per l'immagazzinamento della maggior parte dei dati nel computer. Vi sono applicazioni anche in campo medico, biologico e farmacologico.
La prima applicazione più comune è stata nella fabbricazione degli specchi in cui un film sottile di metallo sul retro di uno strato di vetro forma un'interfaccia riflettente. Nel passato era pratica comune formare tale strato metallico in argento, a partire dal suo amalgama. Tale metodo fu inventato nel XVI secolo dai vetrai veneziani nell'isola di Murano. Per circa cento anni gli specchi Veneziani erano un segreto industriale e gli specchi, molto costosi, erano un lusso per pochi in Europa. Nel XVII secolo, mediante spionaggio tecnologico, la tecnica divenne nota sia a Londra sia a Parigi. Gli artigiani parigini innovarono la tecnica industriale riuscendo a fabbricare specchi molto più economici. Attualmente gli specchi vengono fabbricati depositando uno strato sottile di metallo.
Film sottili ceramici sono molto utilizzati,  grazie alla loro relativamente alta durezza e resistenza chimica, per la protezione dei materiali sottostanti dalla corrosione, ossidazione e abrasione. In particolare vengono utilizzati strati di protezione ceramica per ricoprire utensili da taglio; tale trattamento estende di molto la durata di tali strumenti.

## Deposizione
Si chiama deposizione il processo di applicazione su una superficie di un film sottile. In genere nelle tecniche di deposizione lo spessore del film viene controllato con una precisione di qualche nanometro, anche se  esistono tecniche di deposizione come epitassia da fasci molecolari che permette il controllo durante la deposizione di ogni singolo strato di atomi.
Le tecniche di deposizione si dividono in due grandi categorie, a seconda se il processo è essenzialmente chimico o fisico:

### Deposizione chimica
In questo caso un fluido precursore subisce un cambiamento chimico quando viene in contatto con la superficie di un solido. Un esempio dalla vita di tutti i giorni è la formazione di fuliggine su un oggetto freddo posto dentro una fiamma. Poiché il fluido circonda il solido, la deposizione avviene su tutte le superfici, con una dipendenza trascurabile dalla direzione del solido. I film sottili prodotti da deposizione chimica tendono a ricoprire uniformemente le superfici: si parla in genere di deposizione conforme che quindi tende a ricoprire anche gli spigoli vivi presenti nel solido sottostante, il contrario della deposizione conforme è quella direzionale che difficilmente si riesce a ottenere nella deposizione chimica.
La deposizione chimica viene classificata in relazione alla fase del precursore:
- Placcatura si basa su un precursore liquido, spesso una soluzione di acqua con un sale del metallo che deve essere depositato. In alcuni processi di placcatura, in genere quelli con metalli nobili, la reazione chimica avviene direttamente al contatto della soluzione con la superficie da placcare. Un migliore controllo della deposizione viene fatto mediante elettrodeposizione. In questo caso nella soluzione viene immerso non solo il solido (primo elettrodo) su cui si vuole depositare il film ma anche un secondo elettrodo, applicando una differenza di potenziale opportuna, controllando la corrente fornita si riesce ad avere un buon controllo sul film da depositare. La corrente elettrica fornisce l'energia necessaria a scindere il sale e liberare il metallo da depositare. Nei processi utilizzati in microelettronica la tecnica di elettrodeposizione è tornata a essere utilizzata con l'uso della lucidatura meccanica-chimica (chemical-mechanical polishing).

- Deposizione da soluzioni chimiche in questo caso si usa un liquido precursore composto da una polvere metallorganica sciolta in un solvente organico. Questa è una tecnica relativamente economica, semplice che permette di produrre fasi cristalline con elevata stechiometria.

- Deposizione chimica da vapore (Chemical vapor deposition) il precursore è in genere un gas, spesso o una alogenuro o idruro dell'elemento da depositare. Nel caso di epitassia in fase vapore metallorganica viene usato un gas metallorganico. In genere quando il processo avviene a pressioni molto basse del gas precursore si ha un migliore controllo della qualità dei film prodotti.

- Deposizione chimica da vapore a bassa pressione (Low pressure Chemical Vapor Deposition)

- Deposizione chimica da vapore a pressione atmosferica (Atmospheric Pressure Chemical Vapor Deposition) questo processo è analogo al suo corrispettivi a basse pressioni, ma lavorando a pressioni atmosferiche è più semplice e meno costoso e quindi viene utilizzato nell'industria per produzioni su larga scala che non richiedano alte prestazioni.

- Deposizione chimica da vapore potenziata dal plasma  (Plasma Enhanced Chemical Vapor Deposition) in questa tecnica il gas che viene usato come precursore è nello stato di plasma. In questo caso parte dell'energia necessaria per condensare il film voluto sulla superficie in cui deve crescere è fornito dal plasma, questo permette di lavorare a temperature più basse della semplice deposizione chimica da vapore.

### Deposizione fisica
La deposizione fisica utilizza la meccanica o la termodinamica per produrre film sottili di solidi. Un esempio dalla vita di tutti i giorni è la formazione di brina. 
Poiché la maggior parte dei materiali artificiali sono tenuti insieme da energie relativamente alte, di natura non chimica, i sistemi commerciali richiedono un ambiente a bassa pressione per funzionare in maniera appropriata e viene in genere chiamata deposizione fisica da fase vapore.
Il materiale che deve essere depositato è posto in una regione della camera da vuoto (sorgente), a causa dell'elevata energia acquistata le particelle fuoriescono dalla superficie della sorgente. Di fronte alla sorgente vi è il substrato che raffredda le particelle che la bombardano, permettendo la formazione di uno strato solido. Il sistema è mantenuto all'interno di una camera da vuoto, in maniera da permettere alle particella da depositare di viaggiare liberamente dalla sorgente al substrato. Poiché la traiettoria delle particelle è in genere una linea retta, il film depositato tende a essere direzionale, a differenza della deposizione chimica.
Esempi di deposizione fisica:
- Evaporazione termica in questo caso il materiale da evaporare è posto in un crogiolo di un metallo a elevata temperatura di fusione che viene riscaldato elettricamente. Se la temperatura del materiale da evaporare  è tale che la sua pressione di vapore diventa dell'ordine di frazioni di Pa, il materiale si deposita in tutte le superfici a temperatura più fredda della camera da vuoto. Solo i materiali con bassa temperatura di fusione possono essere depositati con questa tecnica. La qualità del vuoto è un parametro essenziale in quanto, se il vuoto è scadente, le impurità del vuoto vengono inglobate nel film evaporato.
- Evaporazione da fascio elettronico in questo caso un fascio di elettroni altamente energetici con energie dell'ordine di qualche keV vengono inviate su una piccola porzione del materiale da evaporare. Le potenze del fascio di elettroni sono di qualche kW. Il fascio di elettroni viene solitamente deviato di 270º, mediante un opportuno campo magnetico, in maniera da evitare che il filamento che emette gli elettroni sia esposto al materiale da evaporare. Il crogiolo in cui è contenuto il materiale da evaporare è in genere di grafite che è il materiale conosciuto con la più alta temperatura di fusione. A sua volta i crogiolo di grafite è contenuto in un dissipatore di calore di rame. Mediante questa tecnica si riescono a evaporare anche materiali con elevata temperatura di evaporazione. Facilmente si hanno velocità di deposizione tra 0,1 e 10 nm al secondo.
- Sputtering in questo caso viene creato un plasma in un  gas nobile, quale l'argon. Gli ioni positivi del plasma accelerati dai campi elettrici presenti localmente nel plasma bombardano la superficie del materiale da evaporare, che è per la fisica interna del plasma a un potenziale negativo (catodo) ed estraggono meccanicamente gli atomi presenti su tale elettrodo. Il bersaglio (target) può essere mantenuto a bassa temperatura e mediante questa tecnica fisica si possono evaporare non solo materiali semplici ma anche materiali composti complessi, che a causa della differente tensione di evaporazione non potrebbero essere evaporati termicamente o con cannone elettronico. La scarica del plasma avviene in un vuoto medio (1×103 Pa – 1×10−1 Pa), questo fa sì che la deposizione può essere sia conforme sia direzionale. Tale tecnica è molto usata a livello industriale, ad esempio nella fabbricazione di CD, DVD e BD. È una tecnica molto semplice e permette un ottimo controllo dello spessore.
- Deposizione mediante laser impulsato funziona mediante un processo di ablazione. Un laser di alta potenza impulsato vaporizza la superficie del materiale sul bersaglio e lo converte rapidamente in un plasma; tale plasma diventa un gas quando raggiunge le superficie del substrato.
- Ion Beam Assisted Deposition: è una deposizione da vapore assistita da impiantazione ionica.

### Deposizione chimico-fisica
- Sputtering reattivo è un tipo di sputtering che avviene in una miscela di un gas nobile e altri gas quali l'ossigeno o l'azoto. Il materiale viene estratto dal catodo a causa del bombardamento degli ioni di gas nobile, e nel percorso fino al bersaglio reagisce chimicamente con il gas nella camera formando nel caso dell'ossigeno ossidi e nel caso dell'azoto nitruri.
- Epitassia da fasci molecolari (MBE) in questo caso un getto di un elemento è diretto verso il substrato, in maniera tale che la deposizione del metallo avviene lentamente depositando uno strato atomico alla volta. Con tale tecnica si riescono a fabbricare materiali speciali e composti, ad esempio, l'arseniuro di gallio può essere depositato applicando uno strato di gallio, poi uno di arsenico e così via, il processo è contemporaneamente chimico e fisico. Il getto di materiale può provenire da un forno o da una reazione chimica (viene in questo caso chiamata epitassia chimica). Questa tecnica  è condotta in vuoto molto spinto (tipicamentee 10−8 Pa).

## Centri di ricerca sui film sottili
L'Istituto Virtuale dei Nano Films (Virtual Institute of Nano Films-VINF) è un'organizzazione non profit che collega diversi centri di ricerca europei attivi nel campo dei film e rivestimenti sottili funzionali.